# Haim Cohen
Haim Cohen (în ebraică חיים כהן, numele la naștere în germană: Chaim Hermann Cohn, n. 11 martie 1911, Lübeck - d. 10 aprilie 2002, Ierusalim) a fost un jurist israelian originar din Germania, ca formație rabin ortodox, unul dintre fondatorii jurisprudenței moderne din Israel și exponent al laicismului liberal în această țară. A fost consilier juridic al guvernului și șeful procuratorii (1950-1952 și 1953-1960), ministru al justiției (1952-1953), judecător la Curtea Supremă a Israelului în anii 1960-1981.  

## Copilăria și anii de studii
Haim Hermann Cohn s-a născut în 1911 într-o familie de evrei ortodocși din Lübeck, care îmbina modul de viață  strict tradițional cu deschiderea spre științele profane. Tatăl său era bancherul Zeev Wilhelm Cohn (1883-1980), iar mama sa - Mirjam născută Carlebach (1886-1962)
La vârsta de 3-9 ani el a învățat cu bunicul său din partea mamei, rabinul Salomon Carlebach (1845-1919). Și bunicul său patern, Josef Cohn, era rabin. În anii 1920-1926 a învățat la Talmud Tora din Hamburg. În anii 1926-1929 a studiat la gimnaziul Heinrich Hertz din Hamburg. Apoi a studiat filozofia, pedagogia si limbile semite la Universitatea din München. 
În tinerețe și-a dorit și el foarte mult să devină servitor de cult și a activat in cadrul partidului religios ultraortodox Agudat Israel, ajungând la un moment dat președintele filialei din Hamburg a acestuia. Potrivit cu linia politică-culturală a acestei mișcări în Germania, era în acea vreme antisionist, dar favorabil însușirii de cunoștințe de cultură generală.
În familia sa erau și sioniști, ca de pildă un văr al sau, Azriel Carlebach, care a ajuns, mai târziu, unul din jurnaliștii influenți ai Israelului, fondatorul ziarului Maariv. Un alt văr faimos al său a fost rabinul cântăreț Shlomo Carlebach.
În anul 1930 a plecat în Palestina  mandatară, pentru a învăța , împreună cu fratele său Alexander, la ieșiva Merkaz Harav din Ierusalim.  A fost plin de admirație față de conducătorul ieșivei, rabinul Avraham Itzhak Hacohen Kook, șef rabinul așkenaz al Palestinei, pentru modestia, moralitatea și omenia ce îl caracterizau. A fost inspirat și de atașamentul rabinului Kook la lucrarea de reconstruire a Israelului. Cohen a   slujit ca oficiant de cult  în cartierul Mea Shearim. În paralel a urmat cursuri la Universitatea Ebraică. Sub impresia lecțiilor rabinului Yaacov Moshe Harlap  despre tractatul talmudic Bava Batra, Cohen s-a simțit atras de laturile judiciare ale vieții. Rabinul Harlap a încurajat chemarea tânărului spre studiile de drept. Cohen s-a întors în Germania pentru a studia dreptul la Universitatea din Frankfurt am Main și pentru a se căsători.   
În anul 1933, anul venirii la putere a lui Hitler, s-a întors în Palestina ca doctor în științe juridice (cu teza „Metodologia legii talmudice”) și avocat. A lucrat o vreme in biroul avocatului dr Mordechai Buchsbaum din Ierusalim. În acea vreme a adoptat cu entuziasm vederi sioniste. A început să vadă în sionism succesorul modern al iudaismului ortodox din trecut. În anul 1936 Cohen a obținut autorizația de liberă practică și în anul următor și-a deschis biroul avocațial la Ierusalim.
Cohen a încetat de a fi un evreu ortodox practicant si a explicat aceasta prin concluziile trase în urma Holocaustului, în care a murit fratele său Leo și alți membri ai familiei sale și în urma lecturii aprofundate a unor filozofi germani și a Bibliei ebraice (Tanah), în care s-a izbit de laturi imorale, fiind nemulțumit mai ales de soluția oferită de Cartea Iov la dilema suferinței omului drept (Tzadik verá lo - צדיק ורע לו). Ca avocat  tânăr la birourile partidului Agudat Israel la Ierusalim, a fost dezamăgit și de părțile negative ale vieții comunității ultraortodoxe din Ierusalim. Soția sa, care nu era bigotă, l-a ajutat să părăsească modul de viață iudaic ortodox. De îndată după moartea în 1948 a bunicului său patern, rabinul Yossef Cohen (pe care l-a adus în Palestina în anii Holocaustului) Cohen a devenit laic declarat.

## Activitatea în Statul Israel
În decembrie 1947 Haim Cohen a fost numit secretarul consiliului juridic care a pregătit tranziția de la sistemul de legi britanic la cel israelian. 
După proclamarea Statului Israel, Cohen a devenit directorul secției de legislație a ministerului justiției iar mai târziu a fost numit consilier juridic al guvernului, funcție înaltă pe care a îndeplinit- vreme de zece ani.
La 25 iunie 1952 David Ben Gurion l-a numit pe Haim Cohen ministru al justiției în locul lui Dov Yossef, deși nu era membru de partid și nici deputat in Knesset. A îndeplinit această funcție pentru un scurt timp, la 24 decembrie 1952 fiind înlocuit de Pinhas Rozen.  
Între anii 1960-1981 a fost judecător la Curtea Supremă a Israelului. 
Pe lângă serviciul său public, el a fost lector oaspete la Universitatea din Tel Aviv (între anii 1956-1969) și la Universitatea Ebraică din Ierusalim (între anii 1954-1976). A reprezentat Israelul la Consiliul Națiunilor Unite pentru Drepturile Omului și a fost membru în Curtea Internațională de Justiție de la Haga.
Haim Cohen a fost cel dintâi președinte al Asociației israeliene pentru Drepturile Omului, de asemenea a dat numele său asociației pentru apărarea legală a drepturilor omului înființată de discipolul său, avocata Erna Lin. 
De asemenea a activat în mișcarea Tehila pentru laicism evreiesc în Israel.
În 1960 a refuzat propunerea premierului David Ben Gurion de a prezida procesul criminalului nazist Adolf Eichmann, deoarece, personal, se opunea aplicării pedepsei cu moartea.

### Viața privată
În anul 1965 a cerut să demisioneze din Curtea Supremă pentru a se putea căsători, contrar interdicției iudaismului ortodox referitoare la cei care fac parte din categoria cohanimilor (descendenți ai preoților evrei din Israelul antic), cu o femeie divorțată, muzicologul Michal Zmora (1926-2015), fiica judecătorului Moshé Zmorá, care fusese cel dintâi președinte al Curții Supreme a Israelului. Ea fusese deja căsătorită de trei ori.
Cei doi s-au căsătorit, în cele din urmă, printr-o ceremonie civilă, la New York în 1966, și în ciuda acestui fapt, Haim Cohen a rămas în continuare membru al Curții Supreme.
A murit la Ierusalim în anul 2002, lăsând în urmă patru copii. A fost înmormântat în cimitirul de pe Muntele Har Hamenuhot din Ierusalim. Președintele Curții Supreme de atunci, judecătorul Aharon Barak, l-a citat ca pe unul din fondatorii dreptului israelian.
Haim Cohen a fost fratele mai mare al lui Alexander Cohen, cunoscut ca expert prețuitor și pentru un timp, inginerul șef al primăriei orașului Bnei Brak, al lui Shlomo Cohen-Abarbanel (1921-1981), care a fost adjunct al șefului 
Mosadului și al lui Leo Cohn, conducător al Mișcarii cercetașilor evrei din Franța și unul din fondatorii unei mișcări de rezistenți evrei antinaziști din Franța, și care a pierit în lagărul Auschwitz în timpul Holocaustului.

## Premii și onoruri[11]
- Premiul Solomon Bublik din partea Universității Ebraice din Ierusalim
- 1980 - Haim Cohen a primit Premiul Israel pentru științe juridice;[12]
- doctor honoris causa al mai multor universități din Statele Unite, inclusiv  City University of New York (1979),  Universitatea Georgetown (1982), Hebrew Union College din Cincinnati (1985), al Institutului Weizmann din Rehovot (1983), Universității Aberdeen din Scoția (1984), Universității Ebraice (1988)
- membru de onoare al comisiei internaționale a juriștilor de la Geneva
- membru de onoare al Consiliului Asociației internaționale de drept penal
- președinte de onoare a Organizației internaționale a avocaților si juriștilor evrei
- 1994 - cetățean de onoare al Ierusalimului

## Cărți
A scris șase cărți.
- Mishpató umotó shel Yéshu Hanotzrí  Editura Dvir, 1968.
  - tradusă în română - Haim Cohn: Arestarea, Procesul și Moartea lui Iisus Editura Teșu, București, 2008
- Hamishpat (Justiția), Editura Mosad Bialik, 1991 - carte care prezintă lumea judiciară cititorului profan
- Tzedek umishpat (Dreptate și judecată), Universita meshuderet, 1992
- Mavó ishí - Otobiografia (Prefața personală - autobiografie) red. Itzhak Zamir si Michal Zmora-Cohen, Editura Dvir, 2005
- Lihyot yehudi (A fi evreu), sub redacția lui Ruth Gabisohn, Editura Dvir, 2006
- Dat ve din:kitvey hashofet Haim Cohen - redactat de Daniel Friedman, Editura Kineret Zmora Bittan, 2009 (Religie și judecată: scrierile judecătorului Haim Cohen)

Haim Cohen a fost redactorul secției Dreptul și procedura penală în Encyclopaedia Judaica